# Hylettus coenobita
Hylettus coenobita là một loài bọ cánh cứng trong họ Cerambycidae.